# Picanello Ognina - Barriera Canalicchio
Il II Municipio "Picanello Ognina-Barriera Canalicchio" è una suddivisione amministrativa del comune di Catania.

## Geografia
La circoscrizione, istituita nel 2013 a seguito dell'accorpamento della II (Picanello Ognina) e della IV Municipalità (Barriera Canalicchio), rappresenta l'area nordorientale del capoluogo etneo e comprende i seguenti quartieri o rioni:
- Armìsi
- Barriera del Bosco
- Canalicchio
- Cannizzaro
- Carruba
- Cristo Re del Caìto/Gaìto o Porto Rossi
- Feudogrande
- Guardia
- Ognina o Porto Ulisse
- Picanello
- Rotolo
- San Giovanni li Cuti
- Santa Maria degli Ammalati
- Santa Sofia
- Villaggio Cardinale Dusmet

Il suo territorio confina a nord con i comuni di Aci Castello, San Gregorio di Catania e Tremestieri Etneo, a sud con le circoscrizioni Centro Storico e Borgo Sanzio, a ovest con la circoscrizione San Giovanni Galermo - Trappeto Cibali, e ad est è bagnato dal Golfo di Catania.
Si tratta di una porzione di territorio urbano dalle origini diverse, ma in gran parte costituitasi nel corso del XIX secolo. I nuclei originari sono da ricercare nei sobborghi di Ognina, Picanello, Barriera e Canalicchio, sorti come borghi rurali situati fuori dal centro, e trasformati in popolosi centri residenziali nella seconda metà del XX secolo.

## Società
Al 1º gennaio 2018, la popolazione residente nel II Municipio era di 66.017 unità, pari al 21% della popolazione comunale. Nello stesso periodo, la popolazione straniera residente era di 3.204 unità, pari al 4,8% del totale.

### Istituzioni, enti e associazioni
La sede istituzionale del II Municipio si trova in via Pier Giorgio Frassati, tra Barriera del Bosco e Canalicchio.
In Via Monsignor Domenico Orlando, lungo la parte orientale della circonvallazione esterna, si trova ubicata la sede provinciale dell'Agenzia delle entrate.
A Santa Sofia si trova la Città Universitaria di Catania, in cui hanno sede le facoltà tecnico-scientifiche dell'ateneo siciliano, il policlinico e il centro universitario sportivo. Al Corso Italia ha sede il Palazzo delle Scienze, inaugurato nel 1942, attualmente sede del Dipartimento di Economia e Impresa dell'Università degli Studi di Catania.
A Cannizzaro ha sede l'Azienda Ospedaliera per l'emergenza Cannizzaro.

## Economia
L'economia dei quartieri facente parte della circoscrizione si fonda esclusivamente sul terziario, in particolare commercio, finanza e servizi.
Il grosso delle attività economiche è concentrato in modo particolare lungo il Corso Italia, il Viale Vittorio Veneto e la Via Giacomo Leopardi.
Importante è anche il ruolo svolto dal turismo per via della presenza del Porto Ulisse e della borgata marinara di San Giovanni li Cuti.

## Infrastrutture e trasporti
Buona parte del territorio del II Municipio è attraversata dalla circonvallazione esterna, il cui percorso ha inizio da Ognina.
Sono presenti tre stazioni ferroviarie, la Catania Europa, la Catania Ognina e la Catania Picanello,  che rientrano nel percorso del Passante ferroviario di Catania della RFI, e le stazioni Galatea e Italia della Metropolitana di Catania.